# Rui Sousa
Rui Miguel Sousa Barbosa, conegut com a Rui Sousa, (Barroselas, Viana do Castelo, 17 de juliol de 1976) és un ciclista portuguès, professional del 1998 al 2017. Del seu palmarès destaca el Campionat nacional en ruta de 2010.

## Palmarès
- 1998
  - Vencedor d'una etapa al Gran Premi Abimota
- 2001
  - Vencedor d'una etapa al Trofeu Joaquim Agostinho
- 2002
  - Vencedor d'una etapa al Gran Premi Internacional de ciclisme MR Cortez-Mitsubishi
- 2008
  - Vencedor d'una etapa a la Volta a Portugal
- 2010
  -  Campió de Portugal en ruta
- 2012
  - Vencedor d'una etapa a la Volta a Portugal
- 2013
  - Vencedor d'una etapa a la Volta a Portugal
- 2014
  - Vencedor d'una etapa a la Volta a Portugal
- 2017
  - Vencedor d'una etapa a la Volta a Portugal

### Resultats a la Volta a Espanya
- 2002. 16è de la classificació general